# Pseudogerda
Pseudogerda är ett släkte av kräftdjur som beskrevs av Oleg Grigor'evich Kussakin 1965. Pseudogerda ingår i familjen Desmosomatidae.
Kladogram enligt Catalogue of Life och Dyntaxa:
| Pseudogerda | \| \| Pseudogerda filipes \| \| \| \| \| \| Pseudogerda fragilis \| \| \| \| \| \| Pseudogerda intermedia \| \| \| \| |
|             | \| \| Pseudogerda filipes \| \| \| \| \| \| Pseudogerda fragilis \| \| \| \| \| \| Pseudogerda intermedia \| \| \| \| |
|             | Balbidocolon |
|             | |
|             | Chelantermedia |
|             | |
|             | Chelator |
|             | |
|             | Chelibranchus |
|             | |
|             | Cryodesma |
|             | |
|             | Desmosoma |
|             | |
|             | Desmosomella |
|             | |
|             | Disparella |
|             | |
|             | Echinopleura |
|             | |
|             | Eugerda |
|             | |
|             | Eugerdella |
|             | |
|             | Mirabilicoxa |
|             | |
|             | Momedossa |
|             | |
|             | Oecidiobranchus |
|             | |
|             | Paradesmosoma |
|             | |
|             | Prochelator |
|             | |
|             | Pseudomesus |
|             | |
|             | Reductosoma |
|             | |
|             | Torwolia |
|             | |
|             | Whoia |
|             | |
|             | Pseudogerda filipes                                                                                                   |
|             | |
|             | Pseudogerda fragilis                                                                                                  |
|             | |
|             | Pseudogerda intermedia                                                                                                |
|             | |

|  | Pseudogerda filipes    |
|  |                        |
|  | Pseudogerda fragilis   |
|  |                        |
|  | Pseudogerda intermedia |
|  |                        |